# Domoinska kiselina
Domoinska kiselina (Domoična kiselina (DA) је neurotoksin, uzročnik amnezijskog trovanja plodovima mora (ASP). Ona je analog prolina i kainske kiseline, heterociklične aminokiseline koja se dovodi u vezu sa određenim štetnim cvetanjem algi.

## Rasprostranjenost
1958. godine je domoična kiselina bila originalno izolovana iz crvenih algi zvanih doumoi ili hanayanagi (Chondria armata) u Japanu. Domoinsku kiselinu takođe proizvode silikatne alge iz roda Pseudo-nitzschia i vrste Nitzschia navis-varingica.

## Toksikologija
Nedavno je sprovedeno istraživanje sprovedeno od strane Centra za morske sisare i nekoliko drugih naučnih centara u pogledu određivanja veze između cvetanja algi koje proizvode domoinsku kiselinu i neuroloških oštećenja morskih sisara u Tihom okeanu.
Domoinska kiselina se može bioakumulirati u morskim organizmima, kao što su školjke, sardele i sardine, koje se hrane fitoplanktonom za koji se zna da produkuje ovaj toksin.
Na sisare, uključujući ljude, domoinska kiselina dejstvuje kao neurotoksin koji prouzrokuje kratkotrajni gubitak memorije, oštećenje mozga i, u krajnjim slučajevima, smrt. Cvetanje algi koje produkuju DA povezano je sa fenomenom amnezijskog trovanja plodovima mora. Kod morskih sisara, domoinska kiselina tipično uzrokuje napade i potrese. U mozgu, domoinska kiselina posebno oštećuje hipokampus i amigdalu. Ona oštećuje neurone putem aktiviranja AMPA i kainatnih receptora, što uzrokuje priliv kalcijuma. Mada je unos kalcijuma u ćelije normalna pojava, nekontrolisano povećanje kalcijuma ima za posledicu degeneraciju ćelija. Usled ozbiljnog oštećenja hipokampusa može doći do dugotrajnog gubitaka memorije.

## Spoljašnje veze
- Domoinska kiselina i Pseudo-nitzschia reference Архивирано на веб-сајту  (13. јануар 2011)
- Amnezijsko trovanje školjkama, Domoinska kiselina, i Pseudo-nitzschia linkovi
- Domoinska kiselina na IPCS INCHEM
- Domoinska kiselina – veliki problem ljubitelja školjki države Vašington